# 草原巨蜥
草原巨蜥（学名：Varanus exanthematicus），又名平原巨蜥，是巨蜥科的一个物种。主要分布在非洲大陆的中部到西部。
分布于乌干达、埃塞俄比亚西南部、加纳，几内亚。几内亚比绍。肯尼亚西北部、刚果共和国北部、刚果民主共和国北部、赤道几内亚、塞内加尔、苏丹南部、乍得南部、中非、多哥、尼日利亚。尼日尔南部、贝宁、毛里塔尼亚、马里南部、利比里亚。
牠們是最普遍作為寵物的巨蜥。